# 东姑阿都拉曼国家公园

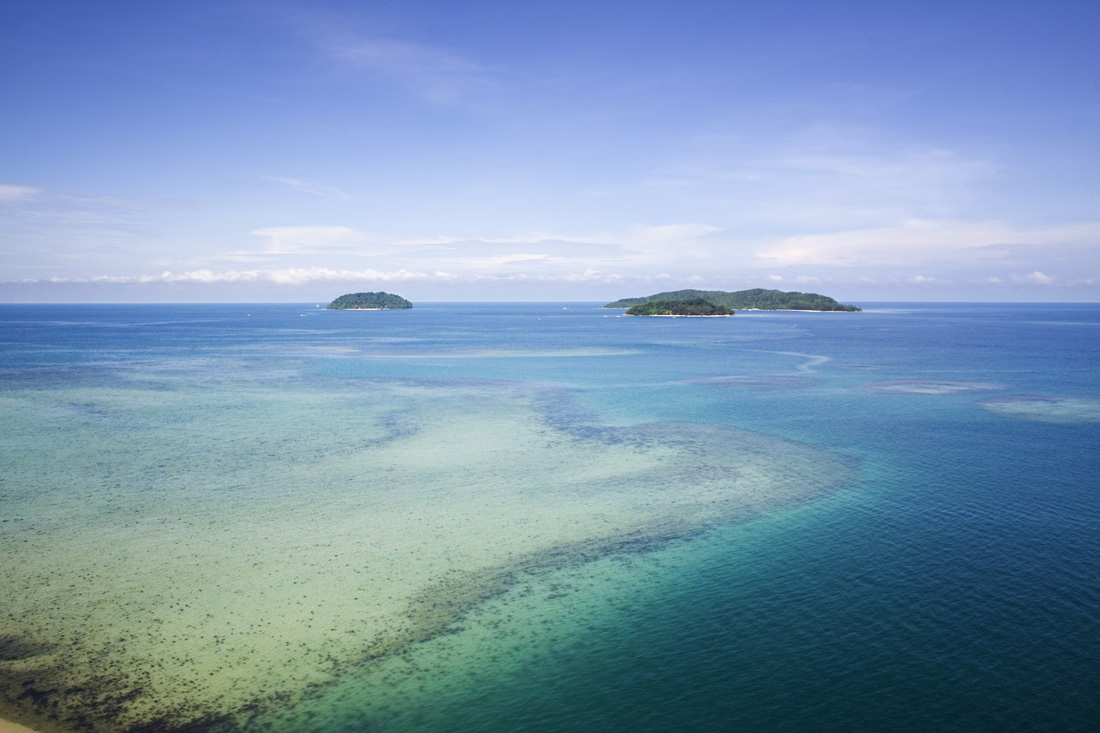
东姑阿都拉曼国家公园

东姑阿都拉曼公园，是马来西亚第一座海洋型国家公园，以第一任首相东姑阿都拉曼的名字命名。

## 簡介

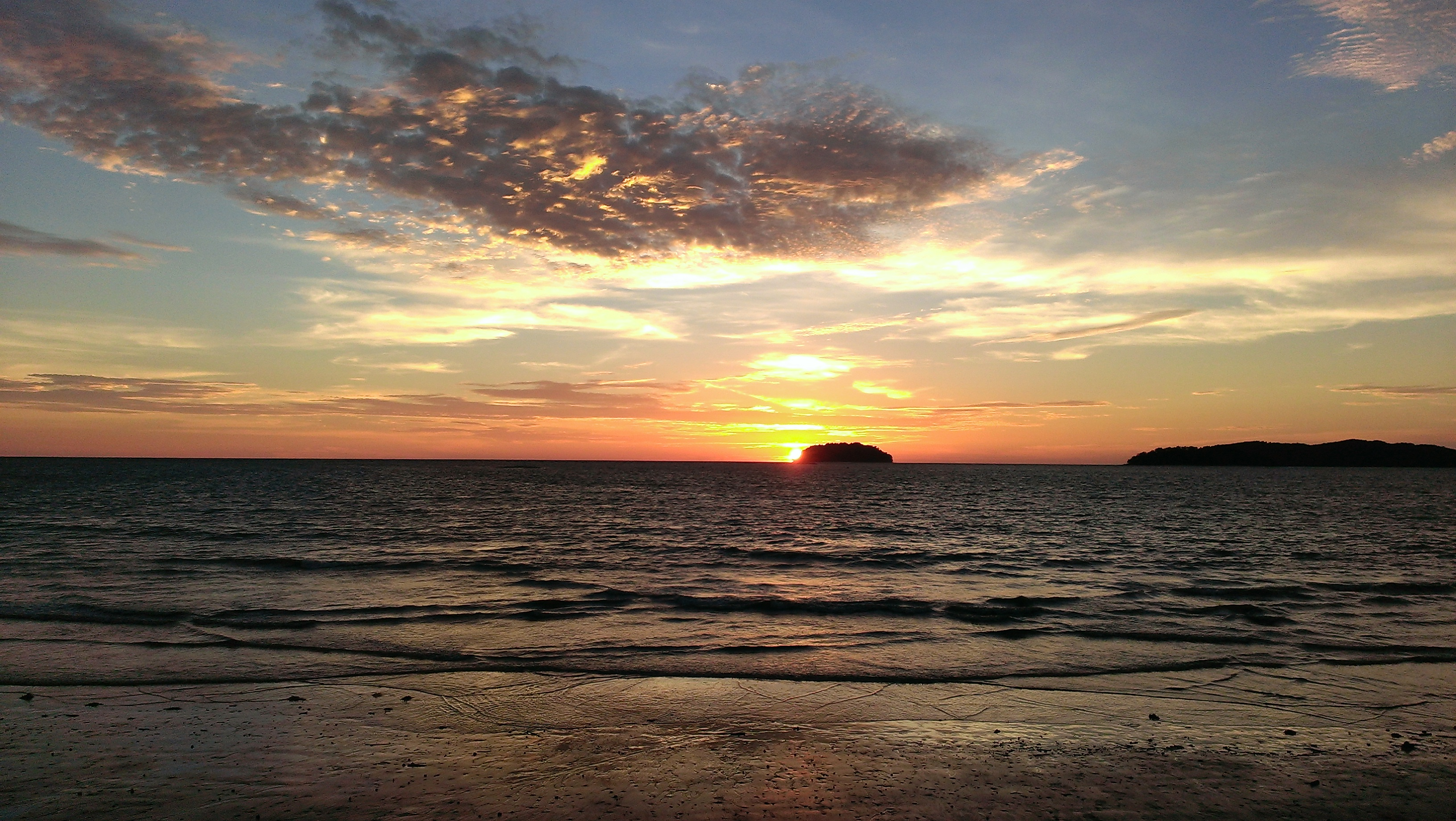
東姑阿都拉曼國家公園日落美景

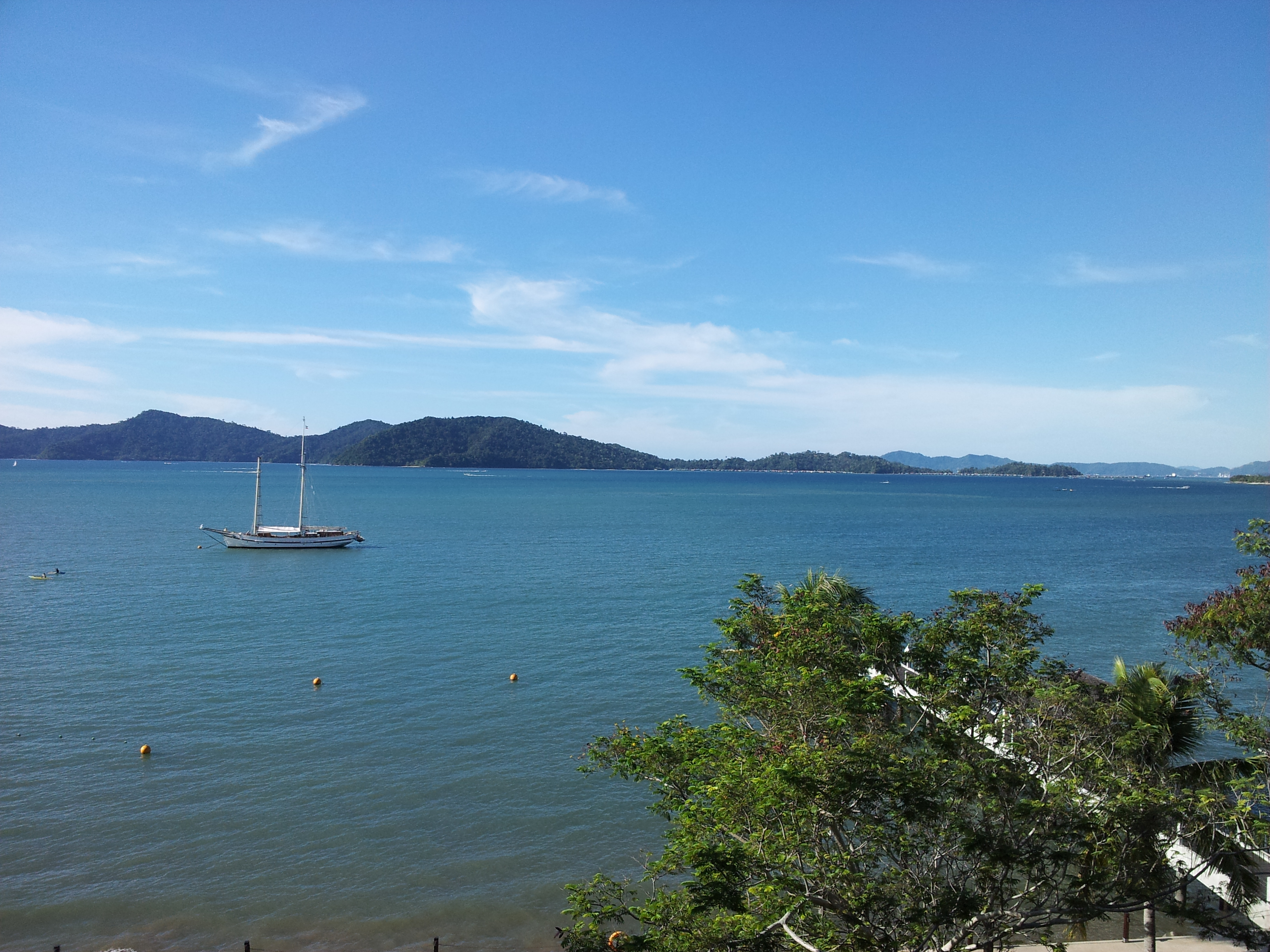
遠眺東姑阿都拉曼國家公園

东姑阿都拉曼国家公园坐落在马来西亚沙巴州亚庇岸外的南中国海上，由佳雅岛（Gaya Island）、沙比岛（Sapi Island）、马姆迪岛（Mamutik Island）、马奴干岛（Manukan Island）和苏洛岛（Sulug Island）等五个岛屿组成。这个于1974年正式被列为海洋生态国家公园，以保护这片海域内的海洋生态。这几个群岛，除了拥有美丽的沙滩和清澈的海水，也有许多特出的珊瑚以及海洋生物。各个岛屿的丛林里更有许多罕见的两栖动物。